# Décès en mai 1959
Décès
- 1955
- 1956
- 1957
- 1958
- 1959
- 1960
- 1961
- 1962
- 1963

Pour une information complémentaire, voir la page d'aide.

| Date   | Nom                   | Activités                        | Âge | Source |
| ------ | --------------------- | -------------------------------- | --- | ------ |
| 8 mai  | John Fraser           | Footballeur canadien.            | 77  |        |
| 18 mai | Apsley Cherry-Garrard | Explorateur polaire britannique. | 73  |        |